# فدورا لینوکس
فدورا (به انگلیسی: Fedora) که تا نسخه شش فدورا کور (به انگلیسی: Fedora Core) نام داشت، یک توزیع گنو/لینوکس است که توسط اعضای پروژه فدورا توسعه و توسط شرکت رد هت و شرکت‌های دیگر حمایت می‌شود.
هدف این پروژه ساخت یک سیستم عامل چندمنظوره است که به‌طور کلی از بسته‌های نرم‌افزار آزاد ایجاد شده‌است. بین هر ۶ تا ۸ ماه، یک نسخه جدید از فدورا عرضه می‌شود.
پس از انتشار فدورا ۲۱ تا امروز، سه نسخه از این توزیع در دسترس است: نسخهٔ ایستگاه کار با تمرکز روی رایانه‌های شخصی، نسخهٔ سرور برای سرورها و نسخهٔ اتمی برای رایانش ابری.
در سال ۲۰۰۸ لینوس توروالدز، نویسنده هسته لینوکس، اعلام داشت که به جهت پشتیبانی مناسب فدورا از معماری ریز پردازنده‌های پاورپی‌سی , که مورد علاقه وی می‌باشد، از فدورا استفاده می‌کند. همچنین اواخر سال ۲۰۱۲ در مصاحبه با مجله Linux Format اعلام کرد از فدورا بر روی تمام رایانه‌هایش استفاده می‌کند و در اواخر ۲۰۱۴ به استفاده از فدورا در صفحه گوگل پلاس خود اشاره کرد.
طبق آمار وب‌سایت دیستروواچ، صفحه توزیع فدورا در این وب‌سایت در جایگاه پنجم قرار دارد. لازم است ذکر شود که آمار وب‌سایت دیستروواچ مبنایی برای تعیین میزان محبوبیت و استفاده نمی‌باشد.

## تاریخچه
این پروژه در سال ۲۰۰۳ زمانی که پروژه رد هت لینوکس پایان یافت، شروع شد. ردهت پیشنهاد داد که تمام کاربران ردهت لینوکس، توزیع رد هت انترپرایز لینوکس این شرکت را به عنوان جایگزین به‌کار بگیرند؛ چون رد هت لینوکس دیگر حمایت نمی‌شود. درعین‌حال پروژه فدورا برای ایجاد یک سیستم‌عامل کاملاً آزاد برای همگان آغاز شد که نتایج این سیستم‌عامل در رد هت انترپرایز لینوکس نیز به‌کار برده می‌شود.
عرضه فدورا باعث استقبال ناشران تجاری لینوکس از این روش توسعه و توزیع شد، یعنی عرضه یک توزیع رایگان و به-روز به منظور ایجاد یک جامعه از کاربران و توسعه دهندگان و ارائه فناوری‌های جدید، و به‌کارگیری نتایج و دستاوردهای آن در یک توزیع تجاری-سازمانی.

## ویژگی‌ها

### استفاده پیش‌فرض از بسته‌های Delta RPM
فدورا به‌طور پیش‌فرض از بسته‌های Delta RPM استفاده می‌نماید، بسته‌های Delta RPM به نوعی از بسته‌های RPM گفته می‌شود که تنها دارای تفاوت‌ها بین یک نسخه قدیمی از یک بسته RPM با یک نسخه جدید از آن بسته‌است، در نتیجه باعث می‌شود حجم به-روز-رسانی‌ها در حد چشم‌گیر، در بعضی موارد بالای نود درصد، کاهش یابد که در نتیجه ترافیک اینترنت و زمان کمتری برای به-روز-رسانی سیستم صرف می‌شود.

### امنیت
امنیت در فدورا از اهمیت بسیاری برخوردار است، برای این منظور فدورا به‌طور پیش‌فرض از اس ئی لینوکس استفاده می‌کند و تمام بسته‌های خود را با ویژگی‌های امنیتی مانند position-independent executable کامپایل می‌کند.

### نرم‌افزار
از بعد از فدورا ۲۵ پیشفرض به جای اکس ویندو سیستم از ویلند استفاده می‌کند.

### نسخه‌ها
فدورا پنج ویرایش مختلف دارد شامل

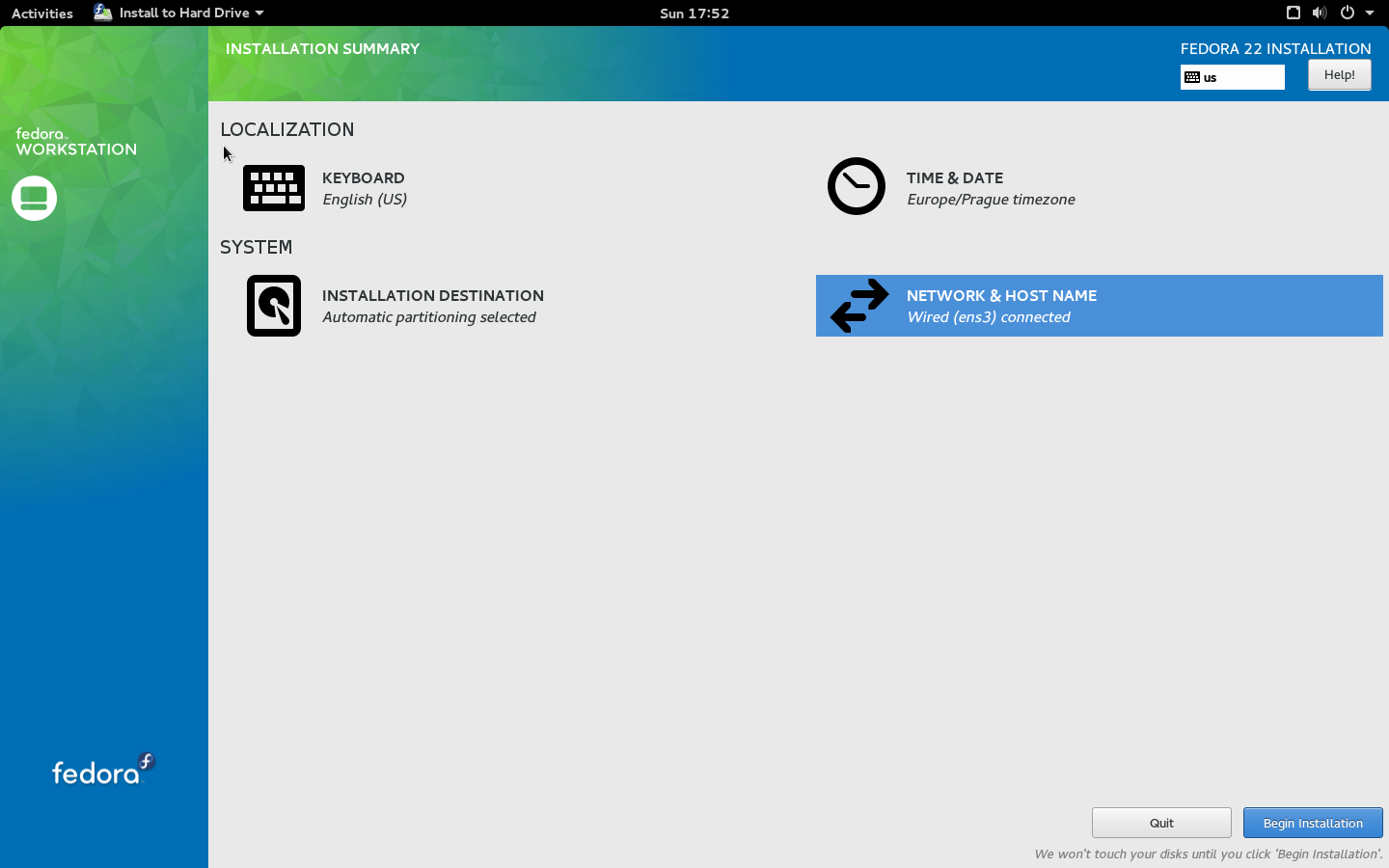
نسخه ۲۲

- سرور Server: با هدف استفاده کامپیوتر سرور، فناوری‌های دیتاسنتر را دارد.[۹]
- ورک استیشن Workstation: مناسب لپ تاپ
- آی او تی IoT: مناسب دستگاه‌های اینترنت اشیا
- CoreOS
- Silverblue

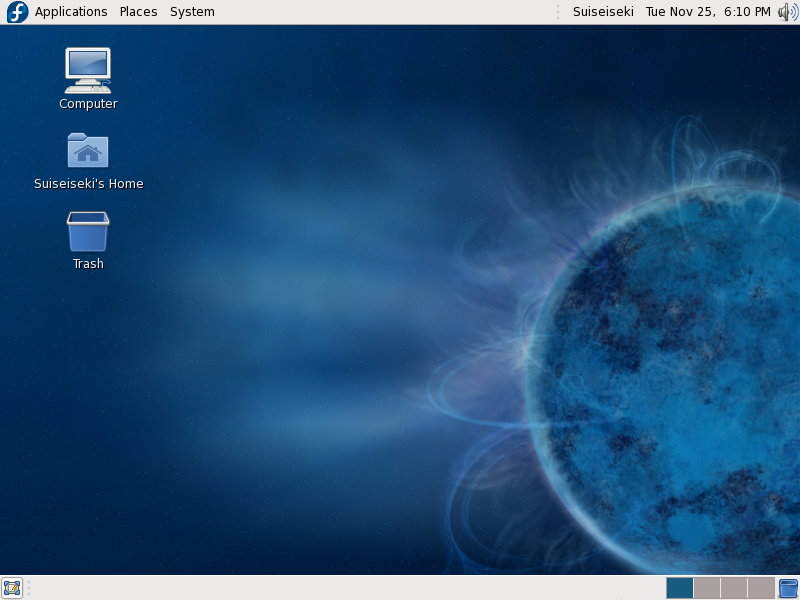
فدورا ۱۰
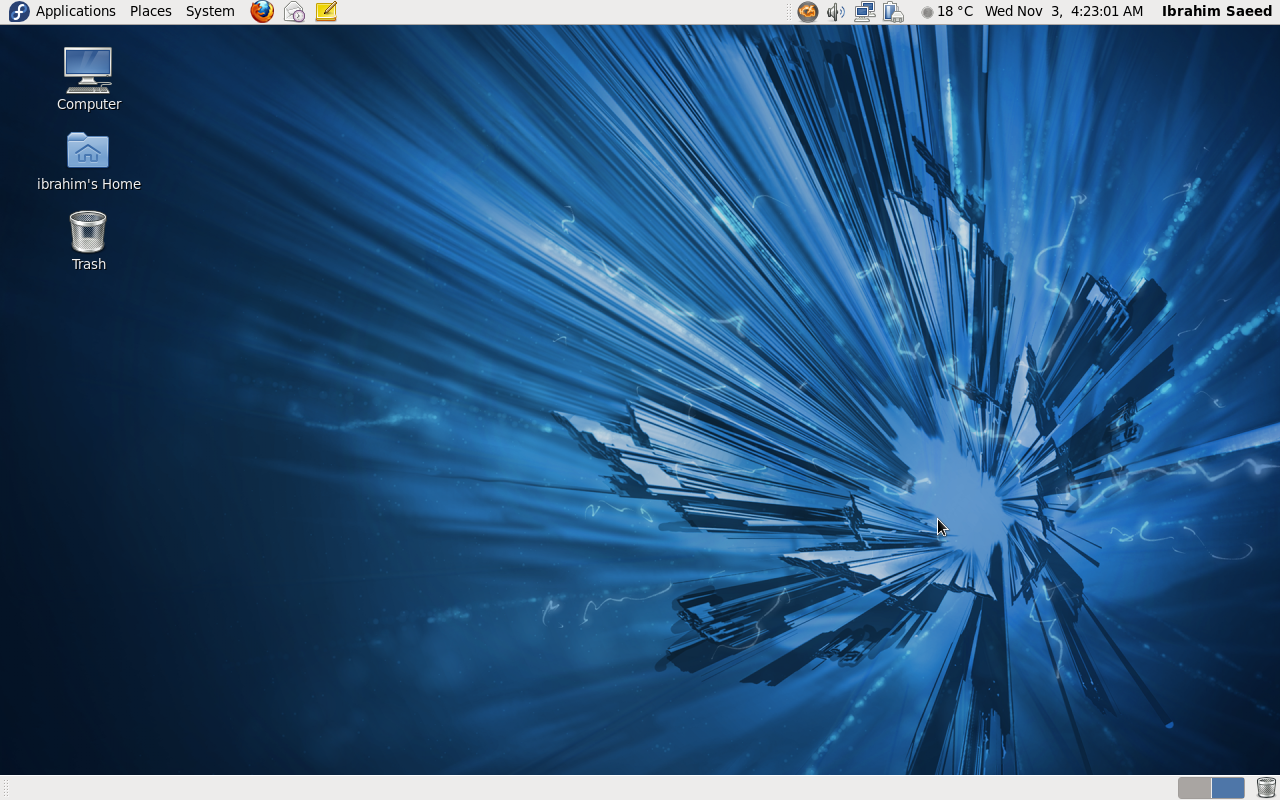
فدورا ۱۴
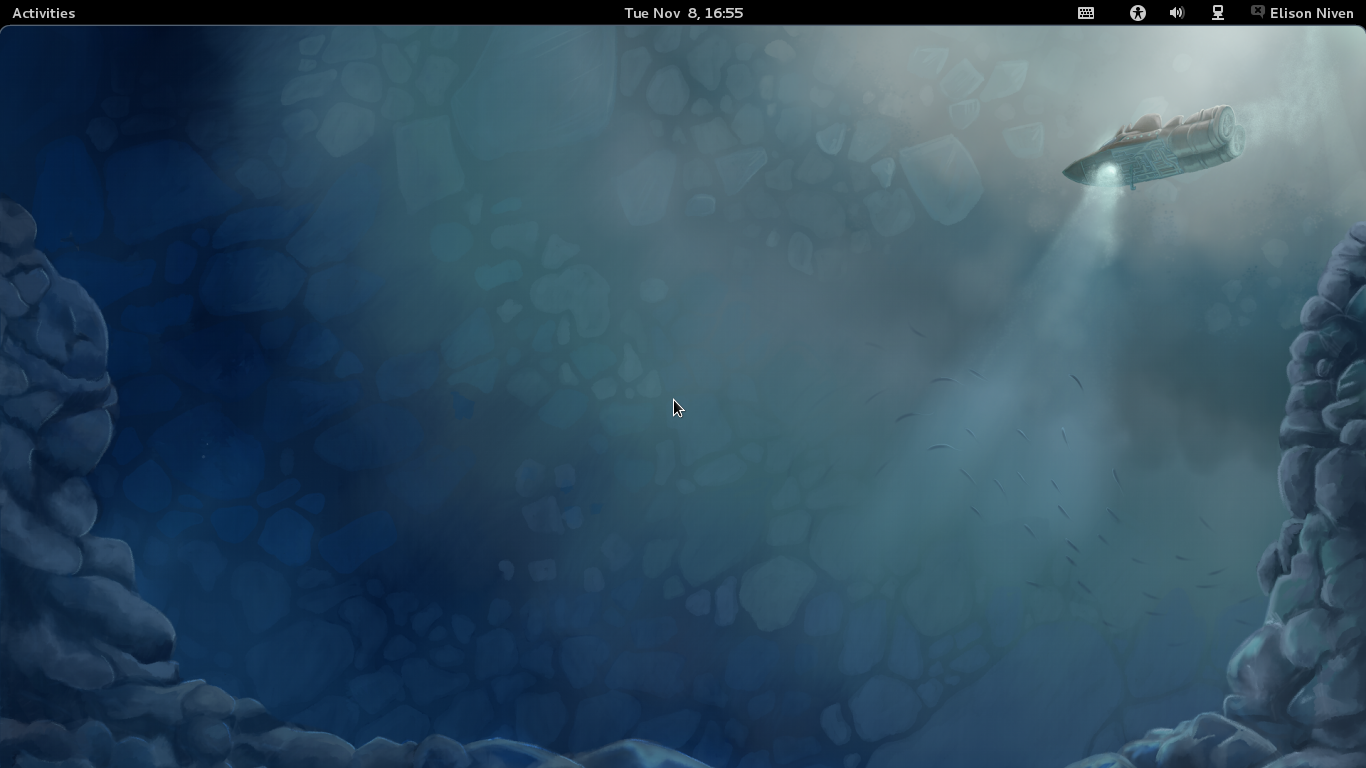
فدورا ۱۶

## مقالات وابسته
- شرکت ردهت
- ردهت انترپرایز لینوکس
- سنت‌اواس
- اپن سوزه